# Bhikkhu

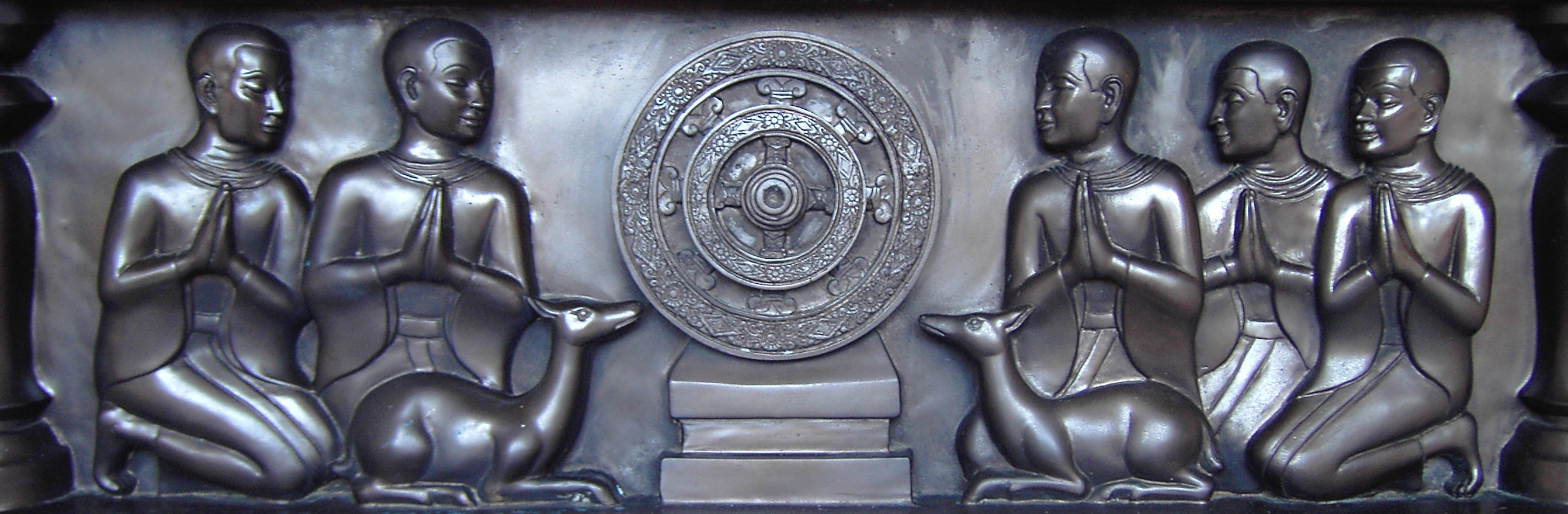
Die ersten fünf Schüler des Buddha mit dem Dharmachakra („Rad der Lehre“)

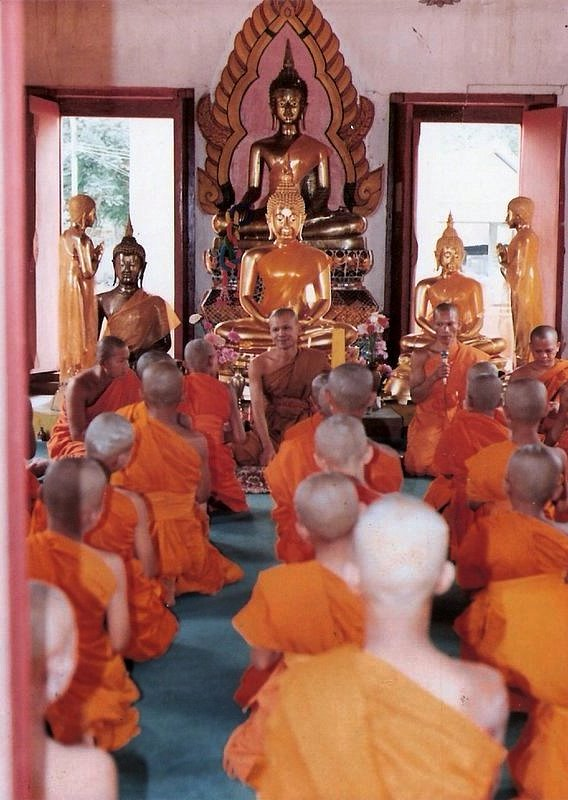
Ordination neuer Mönche

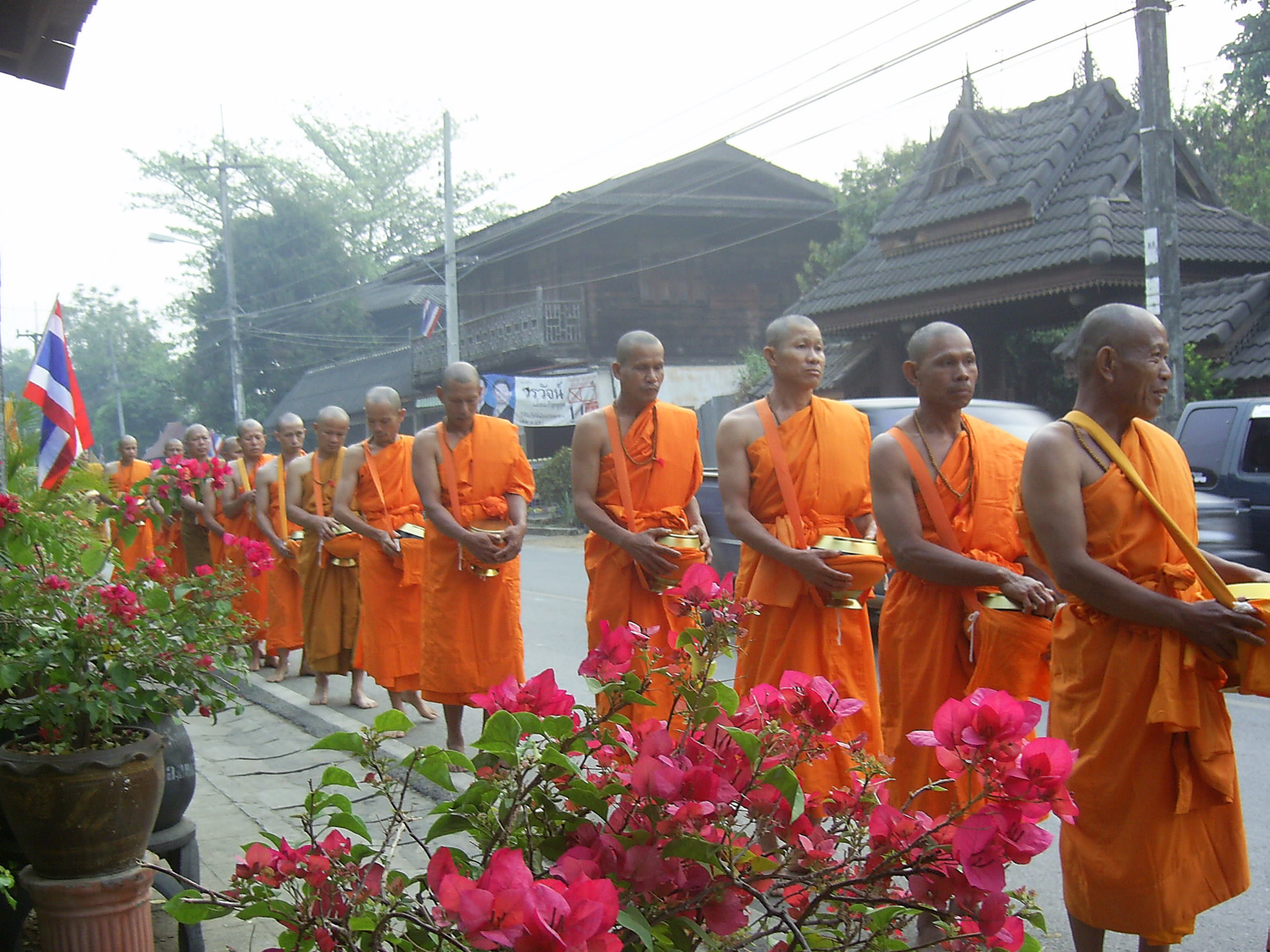
Thailändische Mönche beim binthabat („Almosengang“)

Bhikkhu (Pali भिक्खु bhikkhu „Bettler oder Jemand, der Almosen erbettelt“; Sanskrit भिक्षु bhikṣu „Bhikshu“ in der weiblichen Form Bhikkhuni) bezeichnet vor allem in jenen Ländern, in denen der Theravada-Buddhismus verbreitet ist (Sri Lanka, Myanmar, Thailand, Laos und Kambodscha), buddhistische Mönche.

## Geschichte
Zur Zeit des historischen Buddha Siddhartha Gautama war dieser Begriff noch nicht auf die Mitglieder des Sangha beschränkt, sondern wurde für alle Askese Praktizierenden verwendet. Buddha selbst nannte seine ersten fünf Schüler (Kondannya, Vappa, Bhaddiya, Mahanama und Assaji) bereits Bhikkhu, noch bevor er den Orden gegründet hatte.

## Regeln
Bhikkhu führen ein Leben gemäß den im Vinayapitaka festgehaltenen Regeln des buddhistischen Mönchtums. Diese Verpflichtung muss keine lebenslange sein. Vielerorts ist es üblich, dass junge Männer an der Schwelle zum Erwachsenwerden, mitunter auch schon früher oder erst später, eine Zeit lang in ein Kloster eintreten, um als Mönche zu leben und die Lehre Buddhas, das Dharma, zu studieren.

## Betteln
Da Bhikkus nur über sehr wenig persönlichen Besitz verfügen dürfen (z. B. bestimmte Kleidungsstücke, eine Almosenschale), sind sie unter anderem zur Ernährung auf die Unterstützung der Bevölkerung angewiesen (upāsaka). Die Mönche sind aber nur bedingt mit westlichen (christlichen) Bettelorden vergleichbar. Die morgendliche Almosen-Runde – die letzte Mahlzeit muss vor Mittag eingenommen werden – unterliegt strengen Regeln. So dürfen die Mönche weder durch Geräusche, noch durch Rufen oder Singen auf sich aufmerksam machen. Sie gehen ruhig und konzentriert und akzeptieren alles, was die Menschen in die Almosenschalen füllen. Zum Ritual des Sammelns und Gebens von Almosen gehört auch, dass die Mönche für die Gaben nicht danken, sondern umgekehrt die Gebenden dankbar sind, auf diese Weise ein gutes Werk tun zu können und somit Verdienste im Sinne des Karma zu sammeln.